# Perse megállóhely
Perse megállóhely Persén, a Losonci járásban van, melyet a ŽSR üzemeltet.

## Vasútvonalak
Az állomást az alábbi vasútvonalak érintik:
- Zólyom–Kassa-vasútvonal

## Kapcsolódó állomások
A vasútállomáshoz az alábbi állomások vannak a legközelebb:
- Ipolygalsa megállóhely
- Fülek-gyártelep megállóhely

## Története
A történetéről nem sokat tudni, de az 1938-as menetrendben már szerepel.

## Forgalom
| Járat             | Útvonal | Gyakoriság        |
| ----------------- | --- | ----------------- |
| (Os) személyvonat | Losonc – Ipolygalsa – Perse – Fülek-gyártelep – Fülek | Napi 1 Fülek felé |
| (Os) személyvonat | Zólyom-személyi – Zólyom-régi – Nagyszalatna – Végles – Pstruša - Dombszög - Gyetva - Krivány - Divényoroszi - Fűrész - Vámosfalva - Lónyabánya - Lónyabánya megállóhely - Patakalja - Losonctamási - Losonc – Ipolygalsa – Perse – Fülek-gyártelep – Fülek | Napi 9 pár        |